# Kang (Botswana)
Kang ist ein Dorf im Kgalagadi District in Botswana. Kang liegt in der Kalahari, rund 300 km nordwestlich von Gaborone sowie 270 nördlich von der Distrikthauptstadt Tshabong entfernt. Der Ort befindet sich an der Trans-Kalahari-Fernstraße zwischen Ghanzi, das 250 km nordwestlich von Kang liegt, und Sekoma an der Kreuzung von A2 und A20 150 km südlich gelegen. Der Ort liegt in etwa auf halber Strecke zwischen Windhoek und Pretoria sowie auf halber Strecke der A2 zwischen den Grenzübergängen zu Namibia und Südafrika.

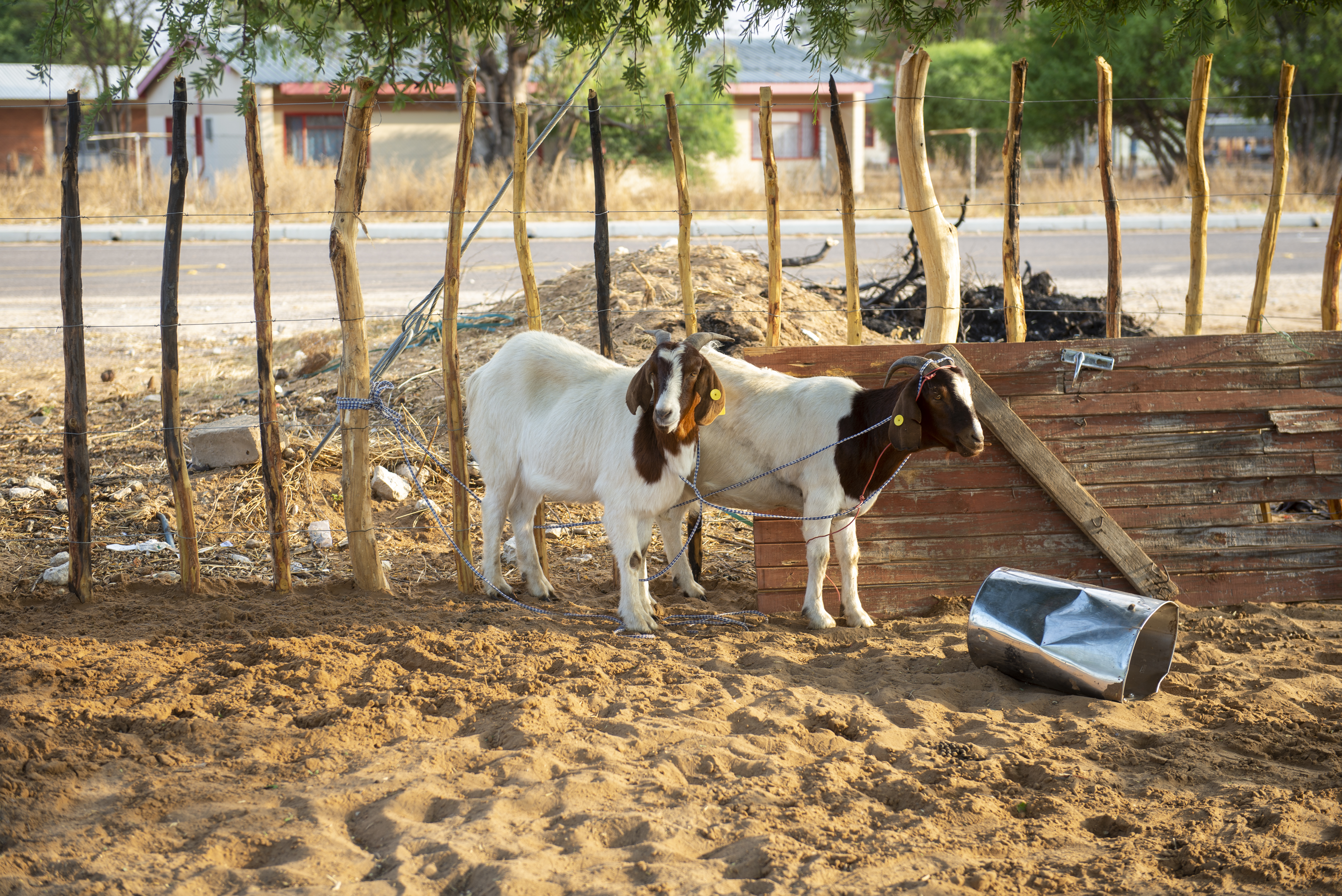
Ziegen in Kang

Südwestlich von Kang gibt es einen Zugang zum Kgalagadi-Transfrontier-Nationalpark, im Nordosten zum Central Kalahari Game Reserve. 
2011 hatte der Ort 5.985 Einwohner, zehn Jahre zuvor waren es 4.124 gewesen.
Mit dem Kang Airport verfügt der Ort über einen eigenen Flugplatz.
In Kang befindet sich der Sitz des Dekanats des Südwestlichen Kirchenkreises der Evangelisch-lutherischen Kirche von Botswana (ELCB), das mit dem Kirchenkreis Simmern-Trarbach eine Partnerschaft unterhält. Diese geht zurück auf die in den 1970er Jahren im Südwesten Botswanas begonnene Arbeit der Kang-Hukuntsi-Mission der Evangelisch-Lutherischen Kirche in der Republik Namibia, die darin von der United Evangelical Mission, der vormaligen Rheinischen Missionsgesellschaft, unterstützt wurde.